# Brevicellicium udinum
Brevicellicium udinum är en svampart som beskrevs av Hjortstam 2001. Brevicellicium udinum ingår i släktet Brevicellicium och familjen Hydnodontaceae.   Inga underarter finns listade i Catalogue of Life.